# Brankovice (przystanek kolejowy)
Brankovice – przystanek kolejowy w Brankovicach, w kraju południowomorawskim, w Czechach. Znajduje się na wysokości 280 m n.p.m..
Jest zarządzany przez Správę železnic. Na przystanku nie ma możliwości zakupu biletów, a obsługa podróżnych odbywa się w pociągu. 

## Linie kolejowe
- 340 Brno – Trenčianska Teplá